# طرلان (کمیجان)
طرلان یک روستا در ایران است که در دهستان خسروبیگ شهرستان کمیجان واقع شده‌است. طرلان ۱۸۱ نفر جمعیت دارد.